# 前田真宏 (アナウンサー)
前田 真宏（まえだ まさひろ、1973年2月21日 - ）は、山梨放送編成局テレビ制作部長。元アナウンサー。山口県山陽小野田市（旧・厚狭郡山陽町）出身。山口県立厚狭高等学校、日本大学法学部を卒業。愛称は前ちゃん。

## 来歴・人物
- 1996年4月山梨放送に入社。
- ラジオ・テレビを問わず活躍の場を広げた。特に、前田真宏のGETS!（2004年3月放送終了）は4年半の長寿番組となり人気を博した。
- ヴァンフォーレ甲府の試合、全国高等学校サッカー選手権大会、バレーボールなどスポーツ実況担当が多かった。高校時代は野球部に所属していた。
- 2007年3月に長女が誕生したことを自身のアナウンサー日記で綴っている。
- 2012年4月の人事異動で放送本部スポーツ報道制作部ディレクターとなり、その後は同部長・山梨スピリッツ編集部編集チーフ、東京支社、編成局テレビ編成部長を歴任。
- 2024年4月の人事異動でメディアプロデュース局局次長兼ビジネス推進部統括に就任[1]。

## 過去の担当番組

### テレビ番組
- 山梨の朝
- 日曜甲斐てき倶楽部
- ただいま☆フライデー
- 山梨知的探検隊ゆうひのジャングル（月～金17:20~17:50）“カエールケロ”の声
- VENTスポ!（日16:55～17:30）
- 子育て日記（日7:45～8:00）
- ともちゃん家の5時（土17:00~18:00）温泉中継、特別企画
- 週末仕掛人 ヤマナシプロデュース（土9:30~10:30）
- その他、スポーツ中継の実況やリポーターも担当していた。

### ラジオ番組
- らくらくスタジオ・前ちゃん恭ちゃん今日は前向き木曜日
- 前田真宏のマンデーリクエステーション
- 前田真宏のGETS!
- 情報キャッチアップGOO!MORNING
- ふぁん☆タメ
- 765morning（月～金7:30~10:30）木・金担当
- 765MUX（月～金9:00~11:40）火・水担当